# Sportwagenrennen Avellino 1932

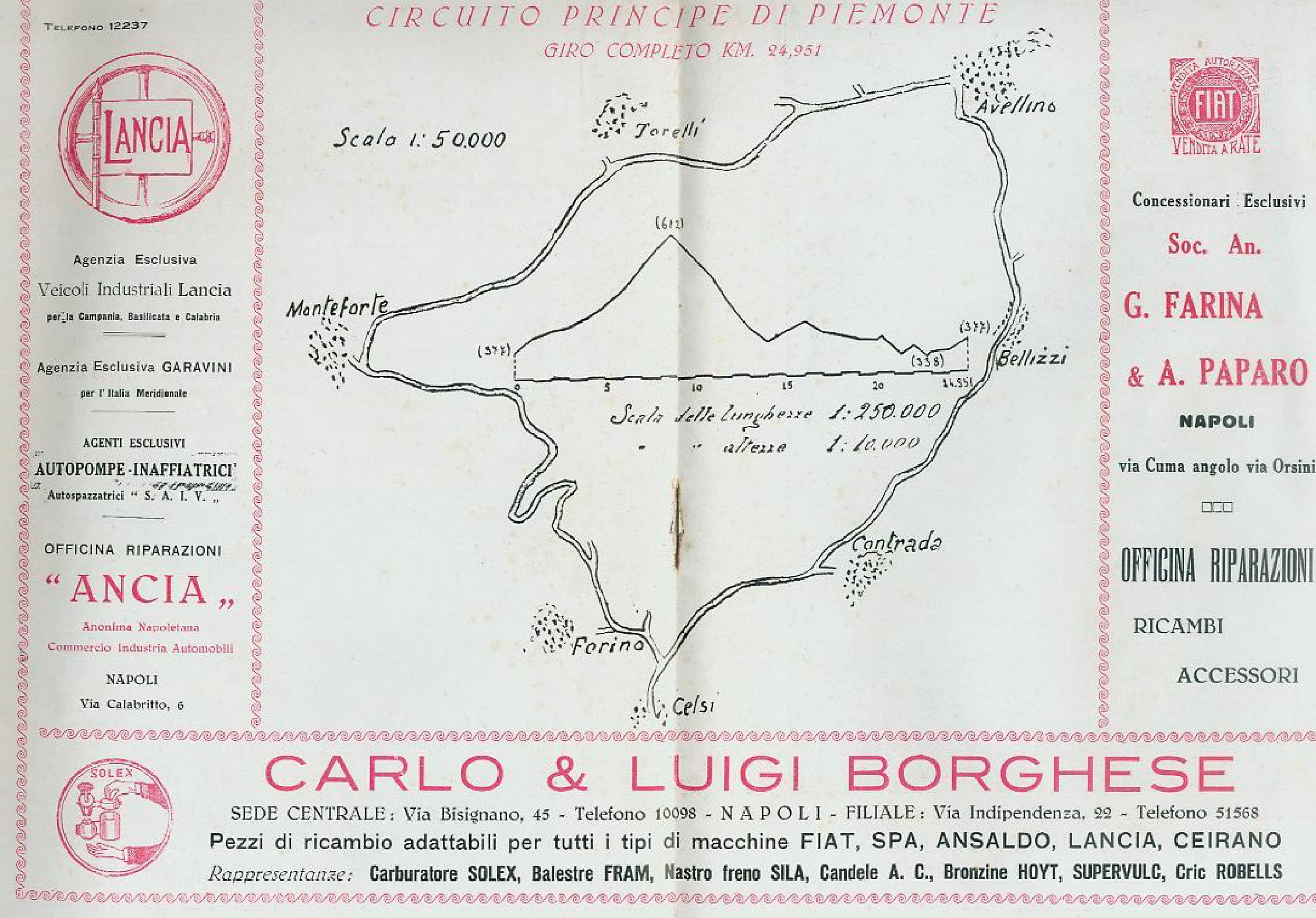
Karte des Circuits de Avellino

Das Sportwagenrennen Avellino 1932, auch V. Coppa Principe di Piemonte, Circuito di Avellino, fand am 24. Juli 1932 statt. Die Veranstaltung war die vorletzte Ausgabe des Rennens, die auf der langen Version des Circuito di Avellino stattfand.

## Das Rennen
1931 hatte Baconin Borzacchini das Rennen auf dem 24,951 km langen Rundkurs des Circuito de Avellino in der Nähe von Avellino für die Scuderia Ferrari gewonnen. 1932 siegte mit Tazio Nuvolari erneut ein Scuderia-Pilot bei diesem Sportwagenrennen. Nach einer Fahrzeit von 2:38:00,000 Stunden hatte er im Ziel einen Vorsprung von knapp vier Minuten auf seinen Teamkollegen Guido d’Ippolito. Beide bestritten das Rennen auf einem von Zagato gestalteten Alfa Romeo 8C 2300MM.

## Ergebnisse

### Schlussklassement
| 1           | 3.0   | 16 | Scuderia Ferrari | Tazio Nuvolari          | Alfa Romeo 8C 2300MM    | 2:38:00,000 |
| 2           | 3.0   | 18 | Scuderia Ferrari | Guido d’Ippolito        | Alfa Romeo 8C 2300MM    | 2:41:10,800 |
| 3           |       |    |                  | Luigi Fagioli           | Maserati 2500           | 2:46:32,000 |
| 4           | S 3.0 | 2  |                  | Carlo Gazzabini Cantano | Alfa Romeo 8C 2300      |             |
| 5           |       | 28 | Scuderia Ferrari | Ziegler                 | Alfa Romeo 6C 1750 GS   |             |
| Ausgefallen |       |    |                  |                         |                         |             |
| 6           |       |    | Scuderia Ferrari | Luigi Soffietti         | Alfa Romeo 6C 1750GS TF |             |
| 7           |       |    | Scuderia Ferrari | Roberto Foligno         | Alfa Romeo 6C 1500      |             |
| 8           |       |    |                  | Luigi Scarfiotti        | Alfa Romeo 8C 2300      |             |
| 9           |       |    | ?                | ?                       | ?                       |             |

### Nur in der Meldeliste
Zu diesem Rennen sind keine weiteren Meldungen bekannt.

### Klassensieger
Zu diesem Rennen sind keine Klassensieger bekannt.

### Renndaten
- Gemeldet: 17
- Gestartet: 9[3]
- Gewertet: 8[4]
- Rennklassen: unbekannt
- Zuschauer: unbekannt
- Wetter am Renntag: unbekannt
- Streckenlänge: 24,951 km
- Fahrzeit des Siegerteams: 2:38:00,000 Stunden
- Gesamtrunden des Siegerteams: 10
- Gesamtdistanz des Siegerteams: 249,510 km
- Siegerschnitt: 94,750 km/h
- Schnellste Trainingszeit: unbekannt
- Schnellste Rennrunde: Tazio Nuvolari – Alfa Romeo 8C 2300MM (#16) – 15:33,200 – 96,273 km/h
- Rennserie: zählte zu keiner Rennserie